# Актиномицеты (род)
Актиномицеты (лат. Actinomyces) — род бактерий семейства Actinomycetaceae порядка актиномицетов (Actinomycetales). Многие представители рода вызывают заболевания у человека и животных, также есть фитопатогенные виды. Род описан в 1877 г. немецким ботаником Карлом Гарцем (нем. Carl Otto Harz, 1842—1906).

## Биологические свойства
Actinomyces представляет собой длинные ветвящиеся нити (также называемым мицелием), экзоспоры образуются на прямых или спирально закрученных спороносцах, представляющих собой цепочки, содержащие 30—50 спор. Окрашиваются по методу Грама положительно. Хемоорганогетеротрофы, анаэробы или факультативные анаэробы. Способны гидролизовать биополимеры растительного и животного происхождения, например лигнин и хитин.

## Геном
Известна полная нуклеотидная последовательность генома Actinomyces naeslundii штамма MG1. Геном A. naeslundii представляет собой молекулу ДНК размером 3042856 п.н., содержащую 2818 гена, из которых 2758 кодируют белки, процент % Г+Ц пар генома A. naeslundii составляет 68.46 %. Также секвенируется геном Actinomyces odontolyticus штамма ATCC 17982, его геном размером 2393758 п.н., содержит 2214 гена, из которых 2159 кодируют белки, процент % Г+Ц пар составляет 65 %. Известен бактериофаг, поражающий представителей рода Actinomyces, его геном представлен линейной двуцепочечной молекулой ДНК размером 17171 п.н., которая содержит 23 гена, из которых 22 кодируют белки.

## Патогенность
Некоторые представители рода Actinomyces являются возбудителями заболеваний у человека и животных (например, Actinomyces suimastitidis, Actinomyces odontolyticus, Actinomyces funkei, Actinomyces israelii). Представители рода Actinomyces вызывают специфическое заболевание актиномикоз , а также изолируются от больных остеорадионекрозом (заболевания, возникающего в результате радиотерапии онкологических заболеваний), при заболеваниях ротовой полости, различных клинических образцов, также известна бактеремия, вызываемая Actinomyces odontolyticus. Actinomyces suimastitidis выделяется при мастите свиней.

### Научные ссылки
- Ссылки на PubMed для Actinomyces
- Ссылки на PubMed Central для Actinomyces
- Ссылки на Google Scholar для Actinomyces

### Научные базы данных
- Искать таксономию в NCBI для Actinomyces
- Искать в Tree of Life таксономию для Actinomyces
- Искать в Species2000 страницы о Actinomyces
- Страница в MicrobeWiki о Actinomyces